# Armbandgordijnzwam
De armbandgordijnzwam (Cortinarius armillatus) is een schimmel behorend tot de familie Cortinariaceae. Hij vormt ectomycorrhiza met berken (Betula) en komt voor op droog tot vochtig, voedsel- en humusarm zand. De vruchtlichamen verschijnen in de zomer tot en met de herfst; de nadruk ligt op de nazomer.

## Kenmerken
Hoed
De hoed bereikt een diameter van tussen de vijf en tien centimeter, soms 15 tot 18 centimeter in Scandinavië. De hoed is aanvankelijk halfbolvormig tot klokvormig, wordt later convex en uiteindelijk plat uitgespreid. Het is geel, oranje of roestbruin gekleurd. De kleur is baksteen tot roestoranje, schubben worden vaak gevonden. De hoed heeft een gemiddeld niveau van hygrofaniteit. 
Lamellen
De lamellen zijn aanvankelijk okerbruin getint, later roestbruin. De snijkant is meestal lichter gekleurd. Ze zijn volgroeid wat smal en vermengd met kortere lamellen. 
Steel
De steel is tussen de 5 en 15, soms 20 cm lang en 0,7 tot 1,5 cm dik. Het heeft een slanke vorm en is meestal langer dan de breedte van de hoed. De vorm is cilindrisch en enigszins verbreed aan de basis. Het is bleek grijsbruin van kleur en heeft witte vezels. De steel heeft een opvallende vermiljoenkleurige ring. Daaronder zijn meer velum-ringen. 
Geurensmaak
Het vruchtvlees is bleek crèmegrijs van kleur. Het heeft een licht muffe, aardse tot licht radijsachtige geur. 
Sporenprint
De sporenprint is kaneelbruin.

### Microscopische kenmerken
De sporen zijn elliptisch tot ovaal en meten 9,5–12 × 6–7 µm. Ze zijn bedekt met kleine knobbeltjes die niet met elkaar verbonden zijn. De steriele elementen aan de lamellaire randen (cheilocystidia) zijn onopvallend, cilindrisch tot clavaatvormig en hebben soms septen.

## Vergelijkbare soorten
Hij lijkt op Cortinarius paragaudis, maar deze groeit onder coniferen en heeft kleinere sporen.

## Verspreiding
De armbandgordijnzwam komt voor in Noord-Amerika, Europa en Noord-Azië (Japan). In Europa strekt het verspreidingsgebied zich uit van Groot-Brittannië, Nederland en Frankrijk in het westen tot Rusland in het oosten en van Spanje, Italië, Hongarije en Oekraïne tot Fennoscandinavië in het noorden. 
Deze gordijnzwam komt vrij zeldzaam voor in Nederland. Hij staat op de rode lijst in de categorie 'Ernstig Bedreigd'.